# 나이토 요시타카
나이토 요시타카(일본어: 内藤義孝, 1669년 5월 23일 ~ 1713년 1월 6일)는 일본 에도 시대의 다이묘로, 이와키 다이라 번의 4대 번주이다.
선대 번주인 나이토 요시무네의 셋째 아들로 태어났다. 맏형은 요절하였고, 둘째 형 나이토 요시히데는 마쓰가 야카라노스케의 참소 등으로 인해 병약함을 이유로 폐적되어서, 요시타카가 세자로 선정되었다. 조쿄 2년(1685년), 아버지 요시무네가 사망하자 번주 자리에 올랐다. 아버지, 둘째 형과 마찬가지로 하이쿠에 흥미를 보여, 호를 '로코(露江)'라 하며 하이쿠 시인으로 알려지기도 했으나 하이쿠에 완전히 빠지지 않고, 마쓰가 일가의 전횡을 억제하면서 번 통치의 안정화를 꾀했다. 그래서 초대 번주 나이토 마사나가에 버금가는 명군으로 칭송받았다고 한다. 1695년에는 유모토 신사를 건립하였다. 쇼토쿠 2년에 음력 12월 10일에 44세의 나이로 병사하였고, 맏아들 요시시게가 그 뒤를 이었다.
| 전임 나이토 요시무네 | 제4대 이와키 다이라 번 번주 (나이토 가문) 1685년 ~ 1713년 | 후임 나이토 요시시게 |